# Eccellenza Piemonte-Valle d'Aosta 2003-2004
Il campionato italiano di calcio di Eccellenza regionale 2003-2004 è stato il tredicesimo organizzato in Italia. Rappresenta il sesto livello del calcio italiano.
Questi sono i gironi organizzati dal comitato regionale che raccolgono le formazioni piemontesi e valdostane.

## Girone A

### Squadre partecipanti
| Squadra                          | Città                        |
| -------------------------------- | ---------------------------- |
| A.S.D. Cerano Calcio             | Cerano (NO)                  |
| U.S. Charvensod Sant'Orso Vallée | Charvensod (AO)              |
| A.C. Chieri                      | Chieri (TO)                  |
| A.S. Fulgor Valdengo Tollegno    | Valdengo (BI), Tollegno (BI) |
| A.C. Giavenocoazze               | Giaveno (TO)                 |
| G.S. H.M. Arona                  | Arona (NO)                   |
| A.S.D. Lascaris                  | Pianezza (TO)                |
| Oleggio Sportiva                 | Oleggio (NO)                 |
| Pool Cirievauda                  | Cirié (TO)                   |
| U.S. Rivarolese 1906             | Rivarolo Canavese (TO)       |
| A.C. Rivoli                      | Rivoli (TO)                  |
| A.C. Settimo                     | Settimo Torinese (TO)        |
| A.S. Sunese                      | Suno (NO)                    |
| U.S. Valdossola                  | Domodossola (VB)             |
| U.S. Varalpombiese               | Varallo Pombia (NO)          |
| A.S.D. Verbania Calcio           | Verbania                     |

### Classifica finale
|  | Pos. | Squadra                     | Pt | G  | V  | N  | P  | GF | GS | DR  |
|  | ---- | --------------------------- | -- | -- | -- | -- | -- | -- | -- | --- |
|  | 1.   | Giavenocoazze               | 65 | 30 | 19 | 8  | 3  | 44 | 19 | +25 |
|  | 2.   | Rivoli                      | 56 | 30 | 17 | 5  | 8  | 47 | 30 | +17 |
|  | 3.   | Pool Cirievauda             | 53 | 30 | 14 | 11 | 5  | 57 | 36 | +21 |
|  | 4.   | Charvensod Sant'Orso Vallée | 50 | 30 | 14 | 8  | 8  | 50 | 35 | +15 |
|  | 5.   | Lascaris                    | 49 | 30 | 13 | 10 | 7  | 45 | 36 | +9  |
|  | 6.   | Settimo                     | 48 | 30 | 12 | 12 | 6  | 39 | 26 | +13 |
|  | 7.   | Sunese                      | 45 | 30 | 12 | 9  | 9  | 32 | 31 | +1  |
|  | 8.   | Rivarolese                  | 43 | 30 | 10 | 13 | 7  | 35 | 27 | +8  |
|  | 9.   | HM Arona                    | 40 | 30 | 10 | 10 | 10 | 36 | 36 | 0   |
|  | 10.  | Verbania                    | 36 | 30 | 9  | 9  | 12 | 38 | 49 | -11 |
|  | 11.  | Varalpombiese               | 32 | 30 | 8  | 8  | 14 | 40 | 50 | -10 |
|  | 12.  | Fulgor Valdengo Tollegno    | 31 | 30 | 8  | 7  | 15 | 35 | 47 | -12 |
|  | 13.  | Oleggio                     | 30 | 30 | 7  | 9  | 14 | 29 | 45 | -16 |
|  | 14.  | Cerano                      | 28 | 30 | 6  | 10 | 14 | 30 | 49 | -19 |
|  | 15.  | Chieri                      | 28 | 30 | 6  | 10 | 14 | 32 | 46 | -14 |
|  | 16.  | Valdossola                  | 15 | 30 | 4  | 3  | 23 | 30 | 57 | -27 |

### Spareggio 14º posto
| Squadra 1 | Risultato | Squadra 2 |
| --------- | --------- | --------- |
| Cerano    | 2 - 1     | Chieri    |

| Trino 16 maggio 2004, ore 16:30 | Cerano | 2 – 1 | Chieri |  |

## Girone B

### Squadre partecipanti
| Squadra                   | Città                    |
| ------------------------- | ------------------------ |
| U.S. Acqui                | Acqui Terme (AL)         |
| Nuova Alessandria         | Alessandria              |
| A.C. Asti                 | Asti                     |
| A.C. Bra                  | Bra (CN)                 |
| A.C. Canelli              | Canelli (AT)             |
| U.S. Castellazzo Bormida  | Castellazzo Bormida (AL) |
| A.S.D.G. Centallo         | Centallo (CN)            |
| U.S. Cheraschese 1904     | Cherasco (CN)            |
| U.S. Crescentinese        | Crescentino (VC)         |
| Derthona F.B.C. 1908      | Tortona (AL)             |
| U.S. Libarna              | Serravalle Scrivia (AL)  |
| U.S. Nova Colligiana Asti | Asti                     |
| U.S. Novese               | Novi Ligure (AL)         |
| A.C. Saluzzo              | Saluzzo (CN)             |
| U.S. Saviglianese         | Savigliano (CN)          |
| U.S. Sommariva Perno      | Sommariva Perno (CN)     |

### Classifica finale
|  | Pos. | Squadra              | Pt | G  | V  | N  | P  | GF | GS | DR  |
|  | ---- | -------------------- | -- | -- | -- | -- | -- | -- | -- | --- |
|  | 1.   | Novese               | 69 | 32 | 19 | 12 | 1  | 40 | 14 | +26 |
|  | 2.   | Derthona             | 62 | 32 | 17 | 11 | 4  | 57 | 26 | +31 |
|  | 3.   | Saluzzo              | 56 | 32 | 15 | 11 | 6  | 54 | 32 | +22 |
|  | 4.   | Castellazzo Bormida  | 53 | 32 | 14 | 11 | 7  | 38 | 26 | +12 |
|  | 5.   | Nova Colligiana Asti | 50 | 32 | 13 | 11 | 8  | 50 | 40 | +10 |
|  | 6.   | Acqui                | 50 | 32 | 13 | 11 | 8  | 45 | 36 | +9  |
|  | 7.   | Canelli              | 39 | 32 | 10 | 9  | 13 | 35 | 38 | -3  |
|  | 8.   | Nuova Alessandria    | 37 | 32 | 8  | 13 | 11 | 33 | 36 | -3  |
|  | 9.   | Asti                 | 37 | 32 | 8  | 13 | 11 | 33 | 38 | -5  |
|  | 10.  | Libarna              | 37 | 32 | 9  | 10 | 13 | 39 | 49 | -10 |
|  | 11.  | Bra                  | 37 | 32 | 8  | 13 | 11 | 34 | 45 | -11 |
|  | 12.  | Sommariva Perno      | 37 | 32 | 9  | 10 | 13 | 33 | 44 | -11 |
|  | 13.  | Centallo             | 36 | 32 | 9  | 9  | 14 | 37 | 48 | -11 |
|  | 14.  | Pinerolo             | 36 | 32 | 7  | 15 | 10 | 26 | 34 | -8  |
|  | 15.  | Cheraschese          | 35 | 32 | 7  | 14 | 11 | 36 | 32 | +4  |
|  | 16.  | Crescentinese        | 34 | 32 | 9  | 7  | 16 | 40 | 48 | -8  |
|  | 17.  | Saviglianese         | 19 | 32 | 5  | 4  | 23 | 24 | 68 | -44 |

### Spareggio 13º posto
| Squadra 1 | Risultato         | Squadra 2 |
| --------- | ----------------- | --------- |
| Centallo  | 0 - 0 (11-10 dcr) | Pinerolo  |

| Cavallermaggiore 23 maggio 2004, ore 16:30     | Centallo               | 0 – 0 (d.t.s.) | Pinerolo |  |
| \| \| \| \| \| \| Tiri di rigore 11 – 10 \| \| |                        |                |          |  |
|                                                |                        |                |          |  |
|                                                | Tiri di rigore 11 – 10 |                |          |  |

## Play-out intergirone
| Squadra 1   | Totale | Squadra 2 | Andata | Ritorno |
| ----------- | ------ | --------- | ------ | ------- |
| Cheraschese | 1 - 0  | Oleggio   | 0 - 0  | 1 - 0   |
| Cerano      | 3 - 0  | Pinerolo  | 2 - 0  | 1 - 0   |

### Andata
| 30 maggio 2004, ore 16:30 | Cheraschese | 0 – 0 | Oleggio |  |

| 30 maggio 2004, ore 16:30 | Cerano | 2 – 0 | Pinerolo |  |

### Ritorno
| 6 giugno 2004, ore 16:30 | Oleggio | 0 – 1 | Cheraschese |  |

| 6 giugno 2004, ore 16:30 | Pinerolo | 0 – 1 | Cerano |  |

## Titolo regionale
| Squadra 1 | Risultato | Squadra 2      |
| --------- | --------- | -------------- |
| Novese    | 2 - 0     | Giaveno Coazze |

| Bra 23 maggio 2004, ore 16:30 | Novese | 2 – 0 | Giaveno Coazze |  |